# 1941 en Alberta
Chronologie de l'Alberta
- 1937
- 1938
- 1939
- 1940
- 1941
- 1942
- 1943
- 1944
- 1945

Cette page concerne des événements qui se sont produits durant l'année 1941 dans la province canadienne de l'Alberta.

## Politique
- Premier ministre : William Aberhart du Crédit social
- Chef de l'Opposition : James H. Walker
- Lieutenant-gouverneur : John Campbell Bowen
- Législature :

## Naissances
- David Carpenter, écrivain canadien né à Edmonton et qui vit à Saskatoon dans la Saskatchewan.

- 27 août : Bernard John Ebbers, dit Bernie Ebbers, né à Edmonton et mort le 2 février 2020[1] à Brookhaven au Mississippi[2], est un homme d'affaires canadien naturalisé américain.

Il est le fondateur et l'ancien PDG du groupe WorldCom (2e opérateur mondial des télécommunications).

## Décès
- 11 juin : Alexander Cameron Rutherford, Premier ministre de l'Alberta.